# Ka Ina
Ka Ina es una telenovela venezolana de fantasía y drama, producida y transmitida por Venevisión en 1995. Fue escrita por César Miguel Rondón basándose en una leyenda de la etnia Yanomami del Amazonas venezolano. 
Estuvo protagonizada por Viviana Gibelli y Jean Carlo Simancas, con la participación antagónica de Hilda Abrahamz y Alberto Marin, con la actuación estelar de Julio Alcázar, Fedra López y Aroldo Betancourt.
Gran parte de las escenas de la telenovela fueron filmadas en el majestuoso Parque Nacional Canaima, la Gran Sabana y la amazonía venezolana, otras escenas fueron filmadas en Mariches, Miranda donde se construyó el ficticio pueblo de San Ignacio del Cocuy
Ka Ina significa: toda la tierra, la tierra misma.

## Sinopsis
En un remoto pueblo perdido en el tiempo dentro de la selva amazónica venezolana del Parque Nacional Canaima, llamado San Ignacio del Cocuy, se cuenta la historia de dos mujeres enfrentadas por la leyenda, ambas peligrosamente relacionadas por la superstición, la magia y el amor de un hombre. Catalina Miranda (Viviana Gibelli) y Maniña Yerichana (Hilda Abrahamz), ambas son jóvenes y hermosas. 
La primera: Catalina Miranda Von Hutten, una citadina y exitosa ingeniera asertiva, independiente, reservada y cosmopolita; educada en Europa y trabaja para una empresa transnacional de Alemania y la segunda: Maniña Yerichana: es la mujer más poderosa y temible de la selva: una bruja y sacerdotisa mestiza hija de una princesa indígena Yanomami y un aventurero buscador de oro Holandés, que fue abandonada al nacer y criada por una manada de jaguares hasta que la edad de un año fue encontrada por Pamoni; un chamán Yanomami quien la crio.
La llegada de Catalina y su encuentro con Maniña se convierte en enemistad por causa de la atracción hacia Ricardo León "El chalanero", un hombre misterioso de la Capital, el hombre de los ojos de fuego. Aunque Maniña y Catalina aparentan tener la misma edad, en realidad son madre e hija, Maniña para ser joven y hermosa por la eternidad hizo un pacto con la luna, el cual solo se rompería si esta llegaba a verse a los ojos de su primogénito, este sería el inicio de su final, 25 años atrás como fruto de un embarazo dio a luz a una Catalina, Maniña ordenó a Tacupay matarla para comer su corazón y seguir con el pacto lunar, sin embargo Tacupay la engaña le da el corazón de un animal y se aseguro de darle una familia a Catalina, quien por ser hija de Maniña, cuenta con la protección de la selva y de la luna en contra de los ataques de Maniña quien quiere matarla, ahora Madre e hija se enfrentan como enemigas

Ka Ina es a la vez un fascinante cuento de hadas y un impactante relato contemporáneo; una historia, donde el folklore y la magia se unen con la cruda realidad de los pueblos del Amazonas, para lograr una novela distinta y exótica que ha cautivado al público internacional.

## Antecedentes y producción
El escritor César Miguel Rondón tomó inspiración en una leyenda de la etnia indígena Yanomami. Rondón escribió los personajes principales para Jean Carlo Simancas y su entonces novia: Viviana Gibelli, mientras que el personaje antagónico estuvo escrito para Amanda Gutiérrez, sin embargo esta última quedó fuera del proyecto por un conflicto entre el mánager de Gutiérrez y Rondón. Posteriormente se tuvo pensando en darle el rol antagónico a Amparo González pero no fue hasta que el creador vio un anuncio en una revista dónde se mostraba una imagen de Hilda Abrahamz, dicha revista enunciada la salida de Abrahamz de RCTV quedándose con el papel antagónico de Maniña Yerichana. 
Hilda Abrahamz confesó que la responsabilidad del papel era tan grande que pensó en abandonar la telenovela. Esta tuvo que manipular animales de la fauna silvestre venezolana porque el papel lo requería, sus escenas incluyeron el manejo de animales como: Un Jaguar, Gavilán caricare, escorpiones y otras especies. Los temas musicales "Ojos malignos" y "Cómo quieres que te olvide" fueron interpretados por Soledad Bravo.
La telenovela contó con varias escenas grabadas en el Parque Nacional Canaima, incluyendo la selva amazónica Venezolana, los tepuyes y la Gran Sabana. Inparques incluso trató de demandar a Hilda Abrahamz y a Venevisión porque en una de las escenas había un desnudo en uno de los tepuyes. También se construyó un pueblito en las afueras de Caracas, específicamente en Mariches, donde había una represa que simulaba ser el gran río y se filmaban algunas de las escenas de San Ignacio del Cocuy.

## Elenco
Actuaciones protagonicas:
- Jean Carlo Simancas ... Ricardo León "El Chalanero"

- Viviana Gibelli ... Catalina Miranda Funkhütten
- Hilda Abrahamz ... Ka Ina / Maniña Yerichana

- Julio Alcázar ... Dagoberto Miranda

- Cristina Reyes ... Mireya Carvajal #1

- Fedra López ... Mireya Carvajal #2

- Aroldo Betancourt ... Cruz de Jesús Galaviz / Padre Francisco Ignacio Gamboa

Actuacion estelar del primer actor:
- Juan Manuel Montesinos ... Fernando Larrazábal

La Primera Actriz:
- Eva Moreno ... Tibisay

Con Los Primeros Actores:
- Alberto Marín ... Medardo Garañón

- Ramón Hinojosa ... Sargento Justiniano García

- Elisa Escámez ... Engracia Camacho

- José Torres ... Tacupay

- Marisela Buitrago ... Lola López

- José Vieira ... Antonio Larrazábal

- Yolanda Muñoz ... Vicenta Gómez / La mujer sin nombre / La bestia

- Umberto Buonocuore ... Gaetano Filippo

Y Con Ellos:
- Gerónimo Gómez ... Abel Negrón

- Ivette Domínguez ... Deysi Rodríguez

- María Eugenia Pereira ... Janet

- Miguel David Díaz ... Misael

- Raúl Medina ... Cabo Prudencio Reyes

- Isabel Herrera ... Pauchi

- Ledymar Sifuentes ... Luz Clarita Camacho

- Wilmer Machado ... Benito Estivenson

Actuaciones especiales:
Zoe Bolívar ... Josefa Restrepo
Aura Elena Dinisio ... Ingrid
Gregorio Milano ... José Rosario Restrepo
Carmelo Lápira ... Jairo Pastrana
Jhonny Nessy ... Teniente / Capitán Raymundo Herrera
Actuación infantil:
Lucas Antilano ... Washington David Negrón (adolescente)
Sebastián Antilano ... Jefferson José Negron (adolescente)
x ... Washington David Negrón (niño)
x ... Jefferson José Negron (niño)
Sofía Díaz ... Teresa Catalina "Ka Ina" Larrazábal Miranda, luego Teresa Catalina "Ka Ina" León Miranda
También actuaron:
José Luis Zuleta ... Zacarías
Julio Pereira ... Dr. Francisco
Lisette Reyes ... Dra. Isabel
Elluz Peraza ... Cristina Reyes de Miranda
Fouad Kamal Morun ... Ricardo Manuel (hijo muerto de Ricardo León)
Tugomir Yépez
Víctor Rentroya ... Turco Davoin
José Ángel Ávila ... Minero
Pedro de Llano ... Minero 
Diego Acuña ... Novio de Catalina
Felipe Mundarain ... Abogado de Cruz de Jesús Galavis
Soledad Bravo ... Soledad Bravo (ella misma)
Maniña Yerichana.
Es una sacerdotisa hija de Amanadona; una princesa indígena Yanomami y un buscador de oro Holandés aventurero y de alma libre. Fue abandonada en medio de la selva al nacer y fue alimentada y criada por una manada de jaguares hasta que, a la edad de un año, fue encontrada por Pamoni; un místico chamán Yanomami del pueblo Warao quien la adoptó, crio y le enseñó todos los misterios de la selva. Aprendió a leer las piedras, a escuchar los susurros del río, a comunicarse con los animales y bestias de la selva y a dominar los elementos con los encantamientos chamánicos. Con los años se convirtió en la mujer nativa más poderosa y temible de la selva, se hace llamar la dueña y señora de la selva. Tiene su propia curiara y ha pasado muchos años navegando por los ríos para llegar a los cientos mineros y quitarles el oro; que es lo único y más preciado bien material para ella. Es la madre biológica de Catalina Miranda Funkhütten y la abuela de Teresa Catalina "Ka Ina" León Miranda. A lo largo de los años ha tenido a muchos hombres a sus servicios, el indio waico Tacupay es su acompañante de confianza, el cual ha estado con ella desde que era un niño.
Su conjuro con la luna: El chamán Pamoni; le realizó un hechizo pactando con la luna, para hacerla eternamente joven y bella. En un ritual cántico a la media noche, entre velas y flores y con el río a sus pies, Maniña Yerichana fue bañada con la leche de jaguares. A cambio, la luna sólo le puso una condición: que jamás tuviera un hijo o de lo contrario éste la haría envejecer. La joven india vive feliz , hasta que en su camino se cruza un hombre blanco, Maniña sucumbe a sus encantos, quedando embarazada y dando a luz a una niña. Para escapar de la maldición del conjuro, Maniña ordena a su fiel sirviente Tacupay; que mate a la niña y le traiga su corazón como prueba, pero él no encuentra el valor para hacerlo, y regala a la niña sin que Maniña Yerichana se entere jamás.
Datos obtenidos de entrevistas a Hilda Abrahamz:
"Cesar Miguel Rondón me dijo que sería el personaje de mi vida, y sin dudas, lo fue. Una interpretación como esa, difícilmente la podre repetir. Al principio tenía miedo de aceptar el papel por la fuerza que requería. Recuerdo que para la época yo tenía el cabello corto y amarillo. Tuve que pintármelo y ponerme extensiones. Me ponía unas orquídeas en la cabeza y quedaba bellisima. Fue el reto de mi vida. A partir de ahí tuve mayor respeto como actriz. Siento que me empezaron a tomar en cuenta. Y bueno... todavía en la calle me gritan Maniña, fue un gran trabajo en equipo, en el que siempre reinó el compañerismo, todos nos amábamos, hice grandes amigos. Recuerdo que tenía que levantarme a las 5:00 de la mañana para que me diera tiempo arreglarme. Maniña era muy seductora, sexy y agresiva a la vez. Llegué a hacer un desnudo total en unas cascadas, la escena se hizo desde un helicóptero y es una de las más recordadas. De hecho, la novela entera todavía es muy recordada".

## Lanzamiento internacional
- Filipinas Citynet Television: (esto es la primera telenovela en 1996 apodada en Inglés por primera vez).